# 里根·普爾
里根·普爾（英語：Regan Poole；1998年6月18日—）是威爾斯的一位足球運動員，在場上的位置是中後衛。他現在效力於朴茨茅斯。他也代表威爾斯各級國青隊參賽。

## 外部連結
- 足球数据库：里根·普爾的球员统计数据